# Anisopodus phalangodes
Anisopodus phalangodes là một loài bọ cánh cứng trong họ Cerambycidae.